# الن کارلسون
الن کارلسون (انگلیسی: Ellen Karlsson؛ زادهٔ ۳ ژوئن ۱۹۹۴) بازیکن فوتبال اهل سوئد است.
از باشگاه‌هایی که در آن بازی کرده‌است می‌توان به باشگاه فوتبال کیف اوربرو دی‌اف‌اف اشاره کرد.
وی همچنین در تیم ملی فوتبال Sweden U19 بازی کرده‌است.